# Euagrios von Antiochia
Euagrios (Evagrius) von Antiocheia († 392/93) war ab 388 Bischof seiner Geburtsstadt Antiochia am Orontes, wo er auch starb. Er war mit Kaiser Valentinian I., Papst Damasus I. und Hieronymus bekannt. Er war einer der wenigen griechischen Kirchenschriftsteller, die auch die lateinische Sprache beherrschten.
Euagrios übersetzte um das Jahr 373 die Vita Antonii des alexandrinischen Bischofs Athanasius (um 300–373), die bereits um 360 entstandene Lebensbeschreibung des Heiligen Antonius (251?–356), ins Lateinische. Mit seiner Übersetzung trug er maßgeblich zur Verbreitung der Vita Antonii bei und damit auch zur Verbreitung des christlichen Mönchtums im Westen des Römischen Reiches.